# 紀伊田辺運転区
紀伊田辺運転区（きいたなべうんてんく）は、和歌山県田辺市にある西日本旅客鉄道（JR西日本）和歌山支社の運転士が所属する組織である。

## 乗務範囲
- 紀勢本線（きのくに線）：和歌山駅 - 新宮駅間

## 沿革
- 1940年（昭和15年）8月8日：紀伊田辺機関区が発足[1]。
- 1987年（昭和62年）4月1日：国鉄分割民営化により、紀伊田辺機関区が紀伊田辺運転区として発足[2]。

## 所属車両

### 紀伊田辺機関区時代
- 蒸気機関車
- C11形 -（在籍1935年-1939年）
- 230形 -（在籍1941年）
- C58形 -（在籍1941年-1965年）
- 1070形 -（在籍1941年）
- 6000形 -（在籍1947年-1949年）
- B20形 -（在籍1947年、1951年-1957年）
- 6760形 -（在籍1951年-1955年）
- D60形 -（在籍1955年-1965年）
- C50形 -（在籍1961年-1965年）
- 「国鉄動力車配置表』1931年より1965年までの1945年を除く隔年分から『世界の鉄道』1967年、朝日新聞社